# 太宰知子
太宰 知子（だざい ともこ）は日本の女子陸上競技選手。専門はハードル走。
大阪体育大学卒業。1975年にソウル特別市で開催されたアジア陸上競技選手権大会に出場し、100mハードル走で金メダルを獲得している。日本陸上競技選手権大会では100mハードルで1975年と76年に2連覇を達成している。